# Murilo Sebastião Ramos Krieger

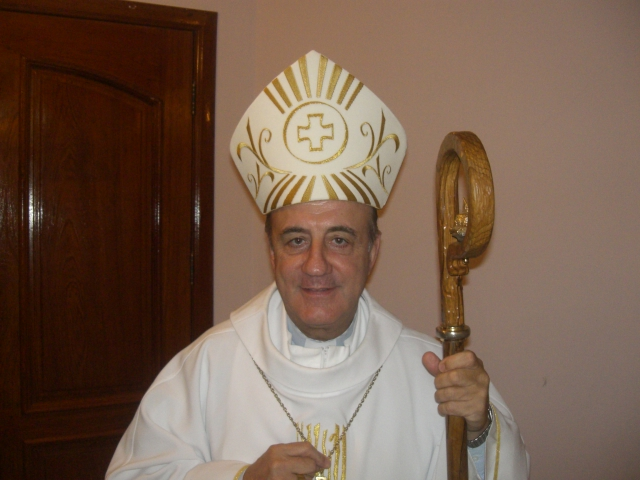
Erzbischof Krieger (2008)

Erzbischofswappen von Murilo Sebastião Ramos Krieger

Murilo Sebastião Ramos Krieger SCI (* 19. September 1943 in Brusque) ist ein brasilianischer Ordensgeistlicher, emeritierter römisch-katholischer Erzbischof von São Salvador da Bahia sowie Primas von Brasilien.

## Leben
Murilo Sebastião Ramos Krieger trat der Ordensgemeinschaft des Dehonianer bei, legte 1964 die Profess ab und der Erzbischof von Florianópolis, Alfonso Niehues, weihte ihn am 7. Dezember 1969 zum Priester.
Papst Johannes Paul II. ernannte ihn am 16. Februar 1985 zum Weihbischof in Florianópolis und Titularbischof von Lysinia. Der Erzbischof von Florianópolis, Alfonso Niehues, spendete ihm am 28. April desselben Jahres die Bischofsweihe; Mitkonsekratoren waren Honorato Piazera SCI, Bischof von Lages, und Eusébio Scheid SCI, Bischof von São José dos Campos. Als Wahlspruch wählte er “Deus caritas est” (1. Joh. 4,16 , deutsch: „Gott ist Liebe“).
Am 8. Mai 1991 wurde er zum Bischof von Ponta Grossa ernannt und am 22. Juli desselben Jahres in das Amt eingeführt. Am 7. Mai 1997 wurde er zum Erzbischof von Maringá ernannt und am 11. Juli desselben Jahres in das Amt eingeführt. Am 20. Februar 2002 wurde er zum Erzbischof von Florianópolis ernannt.
Papst Benedikt XVI. ernannte ihn am 12. Januar 2011 zum Erzbischof von São Salvador da Bahia und er wurde am 25. März desselben Jahres in das Amt eingeführt. Am 11. März 2020 nahm Papst Franziskus das von Murilo Sebastião Ramos Krieger aus Altersgründen vorgebrachte Rücktrittsgesuch an.